# Enrico Rava
Enrico Rava (født 20. august 1939 i Trieste, Italien), er en jazztrompetist. Han begyndte i sin tid på at spille basun, før han skiftede instrument til trompet efter at have hørt Miles Davis spille. Hans første kommercielle arbejde var som medlem af Gato Barbieris italienske kvintet, i midt '60erne. Han flyttede til New York i 1967 og blev her medlem af Steve Lacys gruppe. Han har spillet sammen med kunstnere såsom Carla Bley, Jeanne Lee, Paul Motian, Lee Konitz og Roswell Rudd.
I 1970'erne og 1980'erne arbejdede han sammen med Pat Metheny, Michel Petrucciani, John Abercrombie, Joe Henderson, Richard Galliano, Miroslav Vitouš, Andrea Centazzo, Joe Lovano, Gil Evans og Cecil Taylor.
Sammen med jazztrompetisten Paolo Fresu, indspillede Rava fire CD'er som var inspireret henholdsvis af Bix Beiderbecke, Louis Armstrong, Chet Baker, og Miles Davis (Bix, Pop, Shades of Chet, Play Miles Davis). Også at bemærke er hans albums Rava, L'Opera Va'  og Carmen; som er hans egne fortolkninger af opera arier og overturer. I 2001, dannede han en ny kvintet sammen med pianisten Stefano Bollani. Han turnerede også i 2001 med Gato Barbieri and Aldo Romano. I trioen Europeans spiller han sammen med den tyske bassist Eberhard Weber og den schweiziske percussionist Reto Weber.
I 2002 modtog han den danske Jazzpar Prisen.

## Diskografi
- Il Giro Del Giorno in 80 Mondi (Black Saint, 1975)
- Quotation Marks. JAPO. 1973.
- The Pilgrim and the Stars. ECM. 1975.
- The Plot. ECM. 1976.
- Enrico Rava Quartet. ECM. 1978. w/ Roswell Rudd
- Opening Night. ECM. 1981.
- Andanada. Soul Note. 1983.
- String Band. Soul Note. 1984.
- Nexus Meets Enrico Rava. Four Leaf Clover. 1985.
- Secrets. Soul Note. 1986.
- Volver. ECM. 1986. w/ Dino Saluzzi
- Animals. Inak. 1987.
- Nausicaa. EGEA. 1993. w/ Enrico Pieranunzi
- Rava, L'Opera Va. Blue. 1993.
- For Bix and Pops. Philology. 1994.
- Electric Five. Soul Note. 1994. w/ Gianluigi Trovesi
- Italian Ballads. Music Masters. 1996. w/ Richard Galliano
- Noir. JMS. 1997.
- Carmen. Label Bleu. 1997.
- Certi Angoli Segreti. Label Bleu. 1998.
- Shades of Chet. Via Veneto Jazz. 1999.
- Rava Plays Rava. Philology. 1999.
- Live at Birdland Neuberg. Challenge Records. 2000.
- Duo en Noir. Between the Lines. 2000. w/ Ran Blake
- Beyond Fellini. WEA/Warner. 2002.
- Renaissance. Venus Jazz. 2003.
- Happiness Is.... Stunt Records. 2003.
- Full of Life. CamJazz. 2003.
- Easy Living. ECM. 2004.
- Montreal Diary/A: Plays Miles Davis. Label Bleu. 2004.
- Montréal Diary/B. Label Bleu. 2004. w/ Stefano Bollani
- Tati. ECM. 2005. w/ Stefano Bollani and Paul Motian
- Chanson. Duck Records. 2006.
- What a Day. Duck Records. 2006.
- Quatre. Duck Records. 2006.
- The Words and the Days. ECM. 2007.
- The Third Man. ECM. 2007.
- Live at JazzBo '90. Philology. 2007.
- New York Days (ECM)